# ناورا
ناورا (به انگلیسی: Naura) یک منطقهٔ مسکونی در هند است که در پنجاب (هند) واقع شده‌است. ناورا ۷٬۵۰۰ نفر جمعیت دارد.